# Aninoasa (gmina w okręgu Dymbowica)
Aninoasa – gmina w Rumunii, w okręgu Dymbowica. Obejmuje miejscowości Aninoasa, Săteni i Viforâta. W 2011 roku liczyła 6344 mieszkańców.